# 绒皮粗尾鳕
绒皮粗尾鳕（学名：Trachomurus villosus）为长尾鳕科粗尾鳕属的鱼类，俗名异鳞尾鳕。其种加词“villosus”意为“被毛的”。

## 分布
分布于东中国海东部到日本东京南部、菲律宾南部和印度尼西亚帝汶海及苏门答腊西北部以及东中国海东部等，属于底质为细灰沙或淡褐绿色泥的中小型深海底层鱼类。其主要生活于西北太平洋水深850-1170米。该物种的模式产地在菲律宾南部和东京南部。